# Ivà
 (janvier 2012).
Si vous disposez d'ouvrages ou d'articles de référence ou si vous connaissez des sites web de qualité traitant du thème abordé ici, merci de compléter l'article en donnant les références utiles à sa vérifiabilité et en les liant à la section « Notes et références ».
Pour les articles homonymes, voir Iva.
Ivà (Ramón Tosas Fuentes) (28 avril 1941 à Manrèse en Espagne - 22 juillet 1993 dans un accident de voiture) est un scénariste et dessinateur de bande dessinée espagnol, principalement connu pour être l'auteur de Makinavaja et Historias de la puta mili.

## Biographie
Né à Manresa en 1941, en 1970 il commence sa carrière en partenariat avec Óscar Nebreda. Ensemble, ils apparaissent dans des revues telles que Patufet, Matarratos ou Cavall Fort. Ils ressortent aussi au début des années 1970 dans Vida Deportiva, Diario de Barcelona et Mundo Diario, avec des histoires de sport et d'actualité.
En 1972, toujours avec Óscar, ils fondent Barrabas, magazine satirique sportif qui leur fournira du prestige. En 1973, ils commencent à publier dans El Papus, mais Ivà abandonne bientôt pour créer sa propre revue El Hincha Enmascarado. Après l'échec de celle-ci, il part à Londres.
En 1975, il revient de Londres et retourne à El Papus. La publication de ce magazine est interrompue par une bombe, posée par un groupe d'ultradroite. En 1977, El Jueves est fondé. Ivà y collabore au début, mais il retourne à El Papus jusqu'à la disparition de celui-ci.
En 1984, il part au Venezuela. En 1986, il retourne en Espagne et s'intègre définitivement à El Jueves où il crée ses deux œuvres les plus connues : Makinavaja et Historias de la puta mili.
Le 22 juillet 1993, Ivà meurt dans un accident de circulation.

## Influences et style
Ivà est très influencé par les magazines français des années 1970, Charlie Hebdo et Hara-Kiri, comme la plupart de ses collègues. Ses histoires sont toujours ironiques, sarcastiques et irrévérentes. Activement gauchiste, son idéologie est très présente dans ses travaux. Ses textes sont, intentionnellement, remplies de fautes d'orthographe, d'insultes et d'argot.

## Œuvres
Ses deux séries les plus célèbres sont :
- Makinavaja, qui raconte l'histoire d'un voleur qui habite à Barcelone, d'une façon humoristique voire nostalgique. Cette création d'Ivà est adaptée au théâtre en 1989, au cinéma (1992 et 1993), et à la télévision (1995).
- Historias de la puta mili, qui raconte l'histoire du Sergent Arensibia et les soldats qui sont à ses ordres, d'une façon profondément sarcastique. Celle-ci est adaptée au théâtre en 1989, au cinéma (1993), et à la télévision (1994).